# 王为 (体育舞蹈运动员)
王为（1983年8月15日—），男，湖北武汉人，中国体育舞蹈运动员及北京体育舞蹈学校舞蹈導師。

## 生平
王为自小接受游泳訓練，到13歲才在邓燕萍校长的引薦下到武汉体育舞蹈学校接受专门舞蹈训练，但他学舞仅两年，就在首届全国青少年体育舞蹈锦标赛贏得亞軍。
2010年11月，王为代表中國出戰廣州亞運會，與陈金合作參加體育舞蹈比賽的拉丁舞-鬥牛及拉丁舞-桑巴兩個項目，奪得兩面金牌的佳績。

## 外部連結
- 2010年亚洲运动会中国代表团 - 王为[]